# Język gurage
Język gurage – języki semicki z południowej gałęzi języków etiopskich, około 255 tys. mówiących, używany w Etiopii głównie w regionach Gurage, Kambata, Hadija na południowy zachód od Addis Abeby. Dzieli się na kilka dialektów, przez niektórych specjalistów uznawanych za osobne języki.